# بورت واشينغتون (أوهايو)
بورت واشينغتون (بالإنجليزية: Port Washington, Ohio)‏ هي منطقة سكنية تقع في الولايات المتحدة في مقاطعة تسكاراوس، أوهايو. يقدر عدد سكانها بـ 569 نسمة ومساحتها 1.32 كم2 وترتفع عن سطح البحر 250 متر.

## التركيبة السكانية
قام مكتب تعداد الولايات المتحدة بتحديد بيانات التركيبة السكانية لبورت واشينغتون في تعداد الولايات المتحدة. في ما يلي، التركيبة السكانية حسب تعدادي 2000 و2010.

### تعداد عام 2000
بلغ عدد سكان بورت واشينغتون 552 نسمة بحسب تعداد عام 2000، وبلغ عدد الأسر 204 أسرة وعدد العائلات 161 عائلة مقيمة في القرية. في حين سجلت الكثافة السكانية 1,091.2 نسمة لكل ميل مربع (421.3/كم2). وبلغ عدد الوحدات السكنية 213 وحدة بمتوسط كثافة قدره 421.1 نسمة لكل ميل مربع (162.6/كم2).
وتوزع التركيب العرقي للقرية بنسبة 97.83% من البيض و 0.18% من الأمريكيين الأفارقة و 1.45% من عرقين مختلطين أو أكثر.
بلغ عدد الأسر 204 أسرة كانت نسبة 35.3% منها لديها أطفال تحت سن الثامنة عشر تعيش معهم، وبلغت نسبة الأزواج القاطنين مع بعضهم البعض 67.6% من أصل المجموع الكلي للأسر، ونسبة 9.3% من الأسر كان لديها معيلات من الإناث دون وجود شريك، وكانت نسبة 20.6% من غير العائلات. تألفت نسبة 16.7% من أصل جميع الأسر من أفراد ونسبة 6.4% كانوا يعيش معهم شخص وحيد يبلغ من العمر 65 عاماً فما فوق. وبلغ متوسط حجم الأسرة المعيشية 3.02، أما متوسط حجم العائلات فبلغ 2.71.
بلغ العمر الوسطي للسكان 37 عاماً. وكانت نسبة 25.2% من القاطنين تحت سن الثامنة عشر، وكانت نسبة 8.5% بين الثامنة عشر والأربعة وعشرون عاماً، ونسبة 31.7% كانت واقعةً في الفئة العمرية ما بين الخامسة والعشرون حتى والأربعة وأربعون عاماً، ونسبة 24.3% كانت ما بين الخامسة والأربعون حتى الرابعة والستون، ونسبة 10.3% كانت ضمن فئة الخامسة والستون عاماً فما فوق. يوجد لكل 100 أنثى 97.1 ذكر، ويوجد لكل 100 أنثى في الثامنة عشر من عمرها فما فوق 93.9 ذكر.
بلغ متوسط دخل الأسرة في القرية 36,111 دولار، أما متوسط دخل العائلة فبلغ 37,344 دولار. وكان متوسط دخل الذكور 28,750 دولار مقابل 18,173 دولار للإناث. وسجل دخل الفرد الخاص بالقرية 13,674 دولار. وكانت نسبة 2.3% من العائلات ونسبة 6.1% من السكان تحت خط الفقر، وكان من هؤلاء نسبة 6.5% تحت سن الثامنة عشر ونسبة 10.8% في الخامسة والستين من العمر وما فوق.

### تعداد عام 2010
بلغ عدد سكان بورت واشينغتون 569 نسمة بحسب تعداد عام 2010، وبلغ عدد الأسر 209 أسرة وعدد العائلات 164 عائلة مقيمة في القرية. في حين سجلت الكثافة السكانية 1,115.7 نسمة لكل ميل مربع (430.8/كم2). وبلغ عدد الوحدات السكنية 232 وحدة بمتوسط كثافة قدره 454.9 لكل ميل مربع (175.6/كم2).
وتوزع التركيب العرقي للقرية بنسبة 97.7% من البيض و 0.2% من الأمريكيين ذوي الأصول الآسيوية و 0.4% من عرقين مختلطين أو أكثر.
بلغ عدد الأسر 209 أسرة كانت نسبة 38.8% منها لديها أطفال تحت سن الثامنة عشر تعيش معهم، وبلغت نسبة الأزواج القاطنين مع بعضهم البعض 60.8% من أصل المجموع الكلي للأسر، ونسبة 12.9% من الأسر كان لديها معيلات من الإناث دون وجود شريك، بينما كانت نسبة 4.8% من الأسر لديها معيلون من الذكور دون وجود شريكة وكانت نسبة 21.5% من غير العائلات. تألفت نسبة 16.7% من أصل جميع الأسر من أفراد ونسبة 7.6% كانوا يعيش معهم شخص وحيد يبلغ من العمر 65 عاماً فما فوق. وبلغ متوسط حجم الأسرة المعيشية 2.99، أما متوسط حجم العائلات فبلغ 2.72.
بلغ العمر الوسطي للسكان 39.1 عاماً. وكانت نسبة 26.4% من القاطنين تحت سن الثامنة عشر، وكانت نسبة 7.2% بين الثامنة عشر والأربعة وعشرون عاماً، ونسبة 24.6% كانت واقعةً في الفئة العمرية ما بين الخامسة والعشرون حتى والأربعة وأربعون عاماً، ونسبة 25.8% كانت ما بين الخامسة والأربعون حتى الرابعة والستون، ونسبة 16% كانت ضمن فئة الخامسة والستون عاماً فما فوق. وتوزع التركيب الجنسي للسكان بنسبة 48.7% ذكور و51.3% إناث.